# Amiral Golovko (frégate)
L'Amiral Golovko (russe : Адмирал Головко) est une frégate de la classe Amiral Gorchkov en service dans la marine russe.

## Historique
Le 26 novembre 2022 il a fait une première sortie en mer,.